# Ляпас (фільм, 1980)
«Ляпас» (вірм. «Կտոր մը երկինք») — радянський художній фільм 1980 року, знятий на кіностудії «Вірменфільм».

## Сюжет
Осиротілого маленького Торіка беруть на виховання бездітні тітка хлопчика і її чоловік. Після смерті прийомного батька Торік залишається один з матір'ю. Коли приходить час створення власної сім'ї, Торіку відмовляють батьки всіх дівчат, включаючи чистильника вигрібних туалетів, вважаючи його негідним нареченим в силу його непрестижної професії — шорника. Якось до міста прибувають повії, і до них ночами потайки ходять майже всі чоловіки міста, включаючи найшанованіших голів сімей. Торік, познайомившись з однієї з працівниць будинку розпусти, бере її за дружину і приводить додому. На питання прийомної матері, як же він міг вибрати таку, Торік пояснює: вона сирота, як і я. Всі знайомі, городяни — не можуть пробачити йому дивний вибір, але Торік готовий піти на все заради свого щастя. Священник намагається напоумити його, пояснюючи, що громада його не зрозуміє й осудить. На це Торік запитує, а де була громада, коли йому було самотньо, коли він був нещасний, а зараз перейнялася пристойністю. І коли друг Торіка на вулиці голосно оголошує, що його друг одружився з пропащою жінкою, Торік дає йому ляпаса і гучно оголошує — моя пані сьогодні їде до лазні. Найнявши екіпаж, він з гордо піднятою головою везе свою дружину і матір по місту.

## У ролях
- Фрунзик Мкртчян — Григор-ага
- Софіко Чіаурелі — Турванта
- Ашот Адамян — Торік
- Галина Бєляєва — Анжел
- Тигран Восканян — Торік в юнацтві
- Арсен Куюмджян — Торік в дитинстві
- Аршавір Гедакян — Асадур
- Армен Хостикян — Купець
- Наталія Крачковська — повія
- Меліне Амамджян — Маріам
- Азат Шеренц — святий отець
- Олександр Галибін — Саша

## Знімальна група
- Режисер: Генріх Малян
- Автори сценарію: Ваган Тотовенц, Степан Аладжаджян, Генріх Малян
- Оператор: Сергій Ісраелян
- Художник: Рафаел Бабаян
- Композитор: Тигран Мансурян